# Rua Garcia d'Ávila
A Rua Garcia d'Ávila  é uma rua do bairro de Ipanema, no Rio de Janeiro. A rua começa na Avenida Vieira Souto e termina na Avenida Epitácio Pessoa, na Lagoa Rodrigo de Freitas. Chamada originalmente de Rua Pedro Silva, mudou de nome em 1922 para Rua Garcia D`Ávila, em homenagem ao desbravador da Bahia Colonial, Senhor da Casa da Tôrre, Dom Luís de Brito de Almeida de Garcia de Ávila (1520 - 1609).Em Ipanema existem outras três ruas que homenageiam seus descendentes: Rua Barão da Torre, Rua Barão de Jaguaribe e Visconde de Pirajá.

## Atualidade
Atualmente, a rua conta com diversas lojas e restaurantes de alto padrão, sendo em 2016, por uma pesquisa da consultoria imobiliária Cushman & Wakefield, considerada a trigésima nona rua comercial mais cara do mundo, a mais cara do Brasil e da América do Sul, superando a famosa rua paulista Oscar Freire. . Além de seus conhecidos restaurantes e edifícios residenciais de luxo, a rua conta com unidades das lojas da Adidas, Vans, Louis Vuitton, H'Stern, Havaianas, Sauer, Ellus, Richards, Dengo Chocolates, Casas Granado, Ben Bros, entre outras, do colégio PH, e do curso Aliança Francesa.